# Beshala'h
Beshala'h (בשלח – Hébreu pour “lorsqu'[il] laissa partir,” le second mot et premier distinctif de la parasha) est la seizième parasha (section hebdomadaire) du cycle annuel juif de lecture de la Torah et la quatrième parasha du Sefer Shemot (Livre de l'Exode).
Elle est constituée d'Exode 13:17–17:16. Les Juifs de la Diaspora la lisent le seizième Sabbath suivant Sim'hat Torah, généralement en fin janvier ou en février.
Les premières sections de la parasha sont également lues le septième jour de Pessa'h. La parasha est particulièrement notable pour contenir le Cantique de la Mer, traditionnellement chanté sur une mélodie différente et écrit par le scribe avec un motif distinctif, "en brique", dans le parchemin de la Torah.

## Résumé

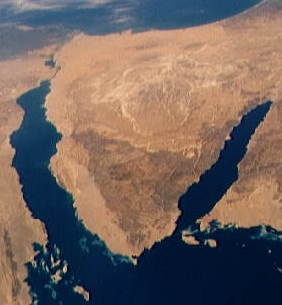
La péninsule du Sinaï

Après que Pharaon ait renvoyé les enfants d’Israël, Dieu décide de les faire passer par le désert plutôt que par la terre des Philistins, en proie à la guerre. Il précède Son peuple dans une colonne de nuée, qui devient pilier de feu la nuit.

Les Égyptiens partent à la poursuite des Hébreux, qui se retrouvent coincés entre la mer et les armées de Pharaon, menées par Pharaon lui-même. Les Israélites sont gagnés par le désespoir. Dieu réprimande Moïse et ordonne à Son peuple d’avancer dans la mer. Celle-ci se fend et laisse passer les enfants d’Israël à pied sec, mais elle se referme sur les Égyptiens, qu’elle engloutit. Les Israélites entonnent alors le Cantique de la Mer.

Le peuple, se retrouvant cependant en butte à la soif et à la fin, commence à murmurer contre Moïse. Dieu fait alors descendre pour eux la nourriture des cieux, appelée la manne. Elle tombe en quantité égale pour tout foyer, rassasie tous et chacun, ne se conserve pas la nuit; elle ne tombe d’ailleurs pas le septième jour de la semaine, jour du Sabbath, mais arrive en double portion le vendredi et se conserve pendant cette nuit.

La révolte continue malgré ces miracles, et Moïse craint d’être lapidé. Amalek, descendant d’Edom, attaque l’arrière-garde des enfants d’Israël.

### Divisions de la parasha lors de la lecture complète
La lecture de la parasha à la synagogue le sabbath est traditionnellement divisée en sept sections, pour lesquelles un membre différent de la congrégation est appelé à lire. La première lecture, le rishon, échoit traditionnellement à un cohen, la seconde, appelée sheni, à un levi, les suivantes à un israël (ni cohen ni levi). La septième section comporte une sous-section, le maftir, qui est lu par la personne qui lira ensuite la haftara.
Les sections de la parashat Beshala’h sont:
- rishon:
- sheni:
- shlishi:
- revi'i:
- h’amishi:
- shishi:
- shevi'i:
  - maftir:

### Divisions de la parasha lors de la lecture abrégée
Une lecture publique de la parasha fut instaurée par Ezra le Scribe le lundi et le jeudi à la synagogue. Cette lecture, sensiblement plus courte, ne comprend que trois sections, la première réservée au cohen, la seconde au levi, la troisième à un israël
- Section du cohen: Shemot [3]
- Section du levi: Shemot [3]
- Section de l'israël: Shemot [3]

### Maqam
Un maqam est un système de modes musicaux utilisé dans la musique arabe mélodique classique. Les juifs originaires des pays orientaux (Afrique du Nord, Syrie) s'en sont inspirés, et adaptent la mélodie de la liturgie du Shabbat en fonction du contenu de la parasha de cette semaine. Ils emploient 10 maqam différents, possédant chacun son usage propre.
Le maqam utilisé lors du sabbath au cours duquel on lit la parashat Beshala’h est le Maqam Ajam, car la parasha contient le Cantique de la Mer, qui sera lu à Shabbat Shira .

## Commandements
La Torah comporte, selon la tradition rabbinique, 613 prescriptions. Différents sages ont tenté d'en établir un relevé dans le texte biblique.
Selon deux de ces computs les plus célèbres, le Sefer Hamitzvot et le Sefer HaHinoukh, la parashat Beshalakh comporte une prescription négative:
- Ne pas marcher lors du Sabbath au-delà de la limite permise (T'houm[5]) Ex 16,29.

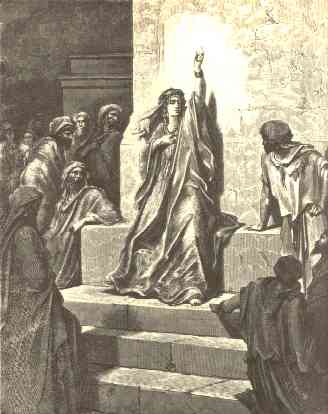
Déborah (illustration de Gustave Doré)

## Haftara
La haftara est une portion des livres des Neviim ("Les Prophètes") qui est lue publiquement à la synagogue après la lecture de la Torah. Elle présente généralement un lien thématique avec la parasha qui l'a précédée.
La haftara pour la parashat Beshalakh est Juges 4:4–5:31.. Elle contient le chant de Déborah, et est la plus longue haftara de l'année pour les juifs ashkénazes.
Comme dans la parasha, une prophétesse chante; cependant, Déborah et Barak chantent à l'unisson, contrairement à Moïse et Myriam, qui composent chacun un chant séparé.

## Usage dans la liturgie
Le Cantique de la Mer (Chirat Hayam) est lu lors d'un sabbath particulier, dénommé pour cette raison le Chabbat Chira (Shabbos Shirah en yiddish). Certaines communautés ont pour tradition, entre autres coutumes, de nourrir en ce jour les oiseaux et récitent le Chant de la Mer lors des offices de prière habituels.
Le Cantique de la Mer fait également partie de ces parashiyot qu'on lit tous les matins avant de débuter l'office de Sha'harit proprement dit, et l'exclamation centrale (« Qui est comme Toi parmi les Elim, YHWH, qui est comme Toi gloreiux dans la sainteté ») est répétée lors de la première bénédiction suivant la lecture du Shema Israël.